# Таджалли
Таджалли́ (араб. تجلي‎, мн. ч. таджаллият) — в исламе: «богоявление», манифестация божества в мире. Последователей учения называют ахль ат-таджалли.

## В Коране
В кораническом эпизоде, повествующем о явлении Аллаха горе, в результате чего она «обратилась в прах» встречается глагольная форма таджалла («явился»). В другом эпизоде сыны Израиля осуждаются за то, что просили пророка Мусу «показать им Аллаха открыто».

## В богословии
Считается, что термин таджалли для обозначения блаженного видения, ожидающего людей в Судный день впервые введён Рабахом ибн Амром аль-Кайси (ум. в 796 г.). Такое понимание таджаллии получило развитие в учении Сахля ат-Тустари (ум. в 896 г.), который различал три вида таджаллии:
1. божественное откровение (мукашафа), или явление божественной сущности (таджалли аз-зат);
2. озарение (мауди' ан-нур), или явление божественной сущности в своих атрибутах (таджалли сифат аз-зат);
3. будущая жизнь (аль-ахира ва ма фиха), или явление божественного повеления (таджалли хукм аз-зат)[5].

В первом и во втором случаях речь, по-видимому, шла о различных аспектах «богоявления» в День Суда, уготованное избранным «друзьям» Аллаха (авлия). Явление божественного повеления есть окончательное осуществление предвечного божественного замысла в отношении творения и всеобщее воздаяние. Как видно из критики исламских богословов взглядов ат-Тустари и его последователей (салимия), он допускал возможность лицезрения в Судный день Аллаха в образе человека.
Согласно учению аль-Халладжа, Аллах постоянно является (ятаджалли) людям в предметах и событиях окружающего мира, но лишь избранные могут «узнать его». Человек, который ни на мгновение не забывает о присутствии Аллаха приходит к тому, что утрачивает свои индивидуальные человеческие качества (насут) и погружается в божественность (лахут).
Термин таджалли широко использовали сторонники учения о «единстве бытия» (вахдат аль-вуджуд), для которых божество — это единая трансцендентная сущность (аз-зат), являющаяся (аль-мутаджаллия) в бесчисленных образах земного бытия.